# American Pie (canción)
"American Pie" (en español: "Tarta estadounidense") es una canción folk rock escrita por el cantante y compositor estadounidense Don McLean, grabada y lanzada por la discográfica United Artist, en enero de 1972. Su temática gira en torno a la cultura estadounidense de los años 60, con el conocido como Día en que murió la música, como hilo conductor.
El sencillo fue incluido previamente en un álbum homónimo, lanzado a finales de noviembre de 1971. La canción se mantuvo en la primera posición en las listas de popularidad de Estados Unidos durante dos semanas en 1972. 
La importancia de "American Pie" para el patrimonio musical y cultural de Estados Unidos fue reconocida por el proyecto educativo "Songs of the Century" ('Canciones del Siglo'), que la posicionó en el número cinco de las canciones del siglo XX.

## Contexto

### Significado
La letra de la canción causa mucha curiosidad. La canción hace referencia a la historia del rock and roll como género musical y referente cultural de los Estados Unidos, comenzando con la muerte de los músicos Buddy Holly, Ritchie Valens y The Big Bopper en un accidente aéreo en febrero de 1959, hasta llegar al año 1970. 
Años después McLean explicó que menciona a varios artistas del género, como Elvis Presley (The King), Bob Dylan (The Jester), The Beatles (The quartet practiced in the park), The Rolling Stones (Satan). Así mismo lo alterna con sucesos reales como la llegada del hombre a la Luna en 1969 (A generation lost in space),

### Dedicatoria
Aunque McLean dedicó el álbum American Pie a Buddy Holly, ninguno de los músicos que viajaban en el avión en el momento del accidente es mencionado por su nombre. Cuando se le preguntó a McLean el significado de "American Pie", dijo: 

Significa que jamás tendré que trabajar otra vez

Posteriormente, declaró de forma más seria:

Encontrarán muchas 'interpretaciones' de mi letra pero no les diré la mía... Lamento dejarlos a todos así, pero hace tiempo me di cuenta de que los compositores deben dar sus declaraciones y marcharse, manteniendo un silencio digno.

## Legado

### Inspiración deKilling Me Softly
La cantante Lori Lieberman acudió a un concierto de McLean y, al describírselo a los compositores Norman Gimbel y Charles Fox, dijo que él la "había matado suavemente". Gimbel y Fox escribieron Killing Me Softly sobre la experiencia de Lieberman. La canción se convirtió en un enorme éxito para Roberta Flack (y años más tarde para los Fugees). La canción que en realidad “mató” suavemente a Lori fue «Empty Chairs», profundamente desgarradora para quienes han tenido la experiencia descrita en esa composición de McLean.
Esto creó una coincidencia única en los Grammy: en 1973 Flack ganó el premio a la mejor Grabación del Año, batiendo a «American Pie». En 1974 ganó el mismo premio por una canción sobre McLean. Roberta Flack y Don McLean han cantado «Killing Me Softly» juntos en concierto al menos una vez.

### Versiones
- El primer y más extraño cover de la canción fue realizado para la comedia estadounidense The Brady Bunch en 1972.
- En 1984, el cantante nicaragüense Hernaldo Zúñiga se basó en American Pie para su tema «Siglo XX».
- En 1989, el grupo de rock alternativo Killdozer grabó una versión irónica del tema.
- Un año más tarde, la banda de ska Catch 22 hizo lo propio al estilo reggae de "American Pie".
- El DJ Australiano, afincado más tarde en España, Just Luís, hizo una versión eurodance en el año 1995, que tuvo cierta repercusión en las listas europeas.
- A menudo, la cantante estadounidense Tori Amos interpreta la canción como un solo de piano en sus conciertos.
- El cantante country Garth Brooks también cantó la canción durante sus recitales a principios de los años 1990. En su concierto "Live in Central Park" del año 1997, Brooks interpretó el tema junto al propio McLean al final del espectáculo. Las cerca de 100 000 personas asistentes al show fueron invitadas a cantar el coro de la canción casi al finalizar esta.
- En 1999, el humorista y cantante "Weird Al" Yankovic hizo una adaptación estilo "Guerra de las Galaxias" de la canción, denominada "La saga comienza" ("The saga begins"). La letra de la canción narra toda la historia de la película Star Wars: Episode I - The Phantom Menace desde el punto de vista del personaje Obi-Wan Kenobi. Aunque McLean autorizó el uso de la canción para la parodia, no apareció en el videoclip del tema. McLean ha declarado que quedó satisfecho con la parodia y que casi ha llegado a cantar la letra de Yankovic durante sus propios conciertos.
- Madonna hizo una versión de la canción, que formó parte de la banda sonora de la película The Next Best Thing ("Algo casi perfecto"), protagonizada por ella misma, y se publicó como sencillo del mismo en febrero de 2000. La grabación fue coproducida por Madonna y William Orbit. La versión es más corta que la original y tiene influencias de la música dance. Más tarde formó parte del álbum Music de Madonna como una pista adicional exclusivamente internacional.
- El actor Jeremy Renner canta una versión a capela en la película de 2006, Love Comes to The Executioner, mientras su personaje camina por el corredor de la muerte a punto de ser ejecutado.
- El canal de YouTube "The Warp Zone" hizo una parodia llamada "The day guitar hero dies", esta relata como el juego Guitar Hero fue cancelado por Activision.

### Traducciones al idioma español
- En 1971 fue cantada por el actor de voz mexicano Francisco Colmenero.
- Muy significativa es la versión grabada en 1984 por el nicaragüense Hernaldo Zúñiga.
- El también actor de voz Eduardo Fonseca grabó una nueva interpretación en español en 2000.